# Neometrypus badius
Neometrypus badius är en insektsart som beskrevs av Mesa, A. och García-novo 2001. Neometrypus badius ingår i släktet Neometrypus och familjen syrsor. Inga underarter finns listade i Catalogue of Life.